# Parsijoo
Parsijoo ( persan : پارسی‌جو) est une entreprise iranienne, proposant notamment un moteur de recherche pour la langue persane . En 2016, Parsijoo avait 600 000 visites et 120 000 recherches par jour. Parsijoo est le deuxième moteur de recherche le plus visité en Iran après Google.

## Histoire
La phase d'étude du projet a débuté en 2001 et la première version de Parsijoo est sortie sur le Web en 2010 avec un seul service : la recherche sur le Web. Désormais, il fournit plusieurs services en lignes (recherche d'images, de vidéos, actualités, cartographie...). Le design de Parsijoo est principalement basée sur la langue et la culture persanes.

## Services
- Web [2] - Recherche parmi les pages persanes.

- Image [3]

- Vidéo [4]

- Ava [5] - recherche parmi des chansons, des pistes de musique et des fichiers audio, et les lire et les télécharger directement

- Actualités [6] - service de recherche d'actualités iranien intelligent qui a parcouru les pages de nouvelles de plus de 60 sites Web d'actualités et les fournit aux utilisateurs avec un système de catégories.

- Bazaar [7] - Le service de marché rassemble différents produits de plus de 20 sites Web réputés d'achats en ligne, ainsi que les spécifications de chaque produit (prix, inventaire, fonctionnalités).

- Map [8] - Le service de cartologie de Parsijoo est connu comme le premier et le plus spécialisé des services de cartologie en Iran. Le service de carte Parsijoo possède dune large couverture, des fonctionnalités de dessin, d'édition, d'ajout de lieux, et diverses couches d'informations. Il y a actuellement environ 650 villes d'Iran couvertes avec une couverture de 80% et plus de 530 couches d'informations.

- Download [9] - Le service de téléchargement rassemble divers fichiers téléchargés (logiciels, applications Android, livres, films, animations, etc.) de plus de 20 sites Web de téléchargement autorisés, puis les fichiers finaux sont fournis à l'utilisateur directement via une recherche.

- Translate [10] - optimisé par le système de traduction Targoman, traduit du texte en temps réel et en ligne.

- Scholar [11]

## Services à valeur ajoutée
- Météo [12]

- Recherche d'emplois [13] - Le service de recherche d'emploi a rassemble les offres d'emploi à partir de sites Web réputés et offre aux utilisateurs la possibilité de rechercher et d'afficher les résultats les plus pertinents.

- Horaires des prières
- Calendrier
- Sport
- Prix - certains indices boursiers.

## Parsijoo Shakhes
Parsijoo Shakhes  analyse des pages Web persanes. Il fournit des informations quantitatives et qualitatives sur l'état des pages Web persanes sur le Web farsi (par ex. Alexa).
Shakhes permet d'afficher le nombre de pages explorées et indexées d'un site, puis d'afficher le mode de visibilité du site dans le moteur de recherche Parsijoo. Il y est possible d'observer le nombre (et le nom) de sites qui ont des liens vers un site Web, le nombre de clics effectués sur ces sites et également les évaluations des sites.

## Services sur mesure
Parsijoo fournit des services personnalisés aux entreprises et aux développeurs, tels que la recherche Web personnalisée, les moteurs de recherche d'entreprise et les services de gestion de personnalisation de cartes.

## Blog Parsijoo
Le blog officiel Parsijoo, pblog.parsijoo.ir, est le lien le plus direct entre les utilisateurs et Parsijoo. Les utilisateurs peuvent être informés des derniers changements, services, nouvelles fonctionnalités, articles, commentaires techniques, actualités informatiques et de recherche, statistiques Parsijoo, images et vidéos intéressantes et toute nouveauté dans Parsijoo.

## Applications mobiles Parsijoo
- Application mobile Parsijoo - recherche sur le Web, musique (Ava), images, vidéos, actualités, téléchargement et commercialisation.
- Application Parsijoo Translate - traduction
- Application khabarjoo - recherche et consultation d'actualités